# روبرت كابلان
روبرت كابلان (بالإنجليزية: Robert S. Kaplan) (و. 1940  م) هو اقتصادي، وأستاذ جامعي أمريكي، ولد في نيويورك.

## التعليم
تعلم في جامعة كورنيل، ومعهد ماساتشوستس للتكنولوجيا، وCornell Johnson Graduate School of Management ‏.